# Anthrenus x-signum
Anthrenus x-signum là một loài bọ cánh cứng trong họ Dermestidae. Loài này được Reitter miêu tả khoa học năm 1881.